# Maschinenbau Kiel

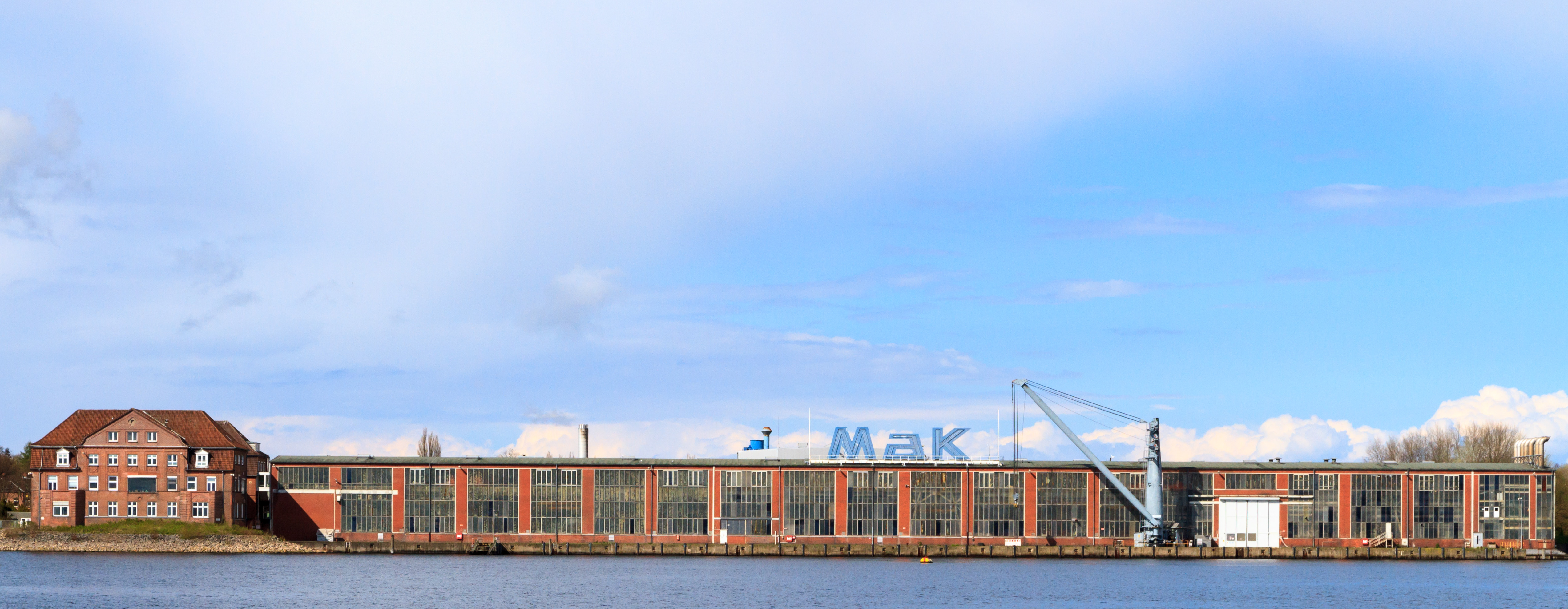
MaK-Gebäude in Kiel, April 2017

Die Maschinenbau Kiel (MaK) war ein traditionsreicher Hersteller von Schiffsdieselmotoren, Diesellokomotiven, Dieseltriebwagen und Kettenfahrzeugen, der in den 1990er Jahren in mehrere Einzelunternehmen aufgespaltet wurde. Die zentrale Schiffsmotoren-Sparte wurde von Caterpillar Inc. übernommen und firmiert heute als Caterpillar Motoren GmbH & Co. KG.

## Chronik
Das Unternehmen wurde am 25. Mai 1948 als Aktiengesellschaft gegründet. Es umfasste mehrere Betriebe der ehemaligen Deutsche Werke AG, die seit 1945 unter dem Namen Holsteinische Maschinenbau AG (Holmag) firmierten. Nach einem längeren Rechtsstreit mit MAN wurde das Kürzel 1954 von MAK in MaK geändert. In den 1950er und 1960er Jahren wurden bei der MaK die sogenannten MaK-Stangenlokomotiven gefertigt, die bei zahlreichen Privatbahnen in Deutschland die Dampflokomotiven ablösten.
Nach einer ersten Krise wurde die Firma 1959 von der zur Hugo Stinnes GmbH gehörenden Bremer Atlas GmbH übernommen und in eine GmbH umgewandelt. 1964 wurde die MaK mitsamt der Muttergesellschaft von Krupp übernommen und firmierte als Atlas-MaK Maschinenbau GmbH. Infolge einer Umstrukturierung 1971 firmierte sie dann als Krupp-MaK Maschinenbau GmbH. In den 1970er Jahren wurde nach Abbruch einer Kaserne von Gerkan, Marg & Partner aus Hamburg ein neues Verwaltungsgebäude für die Krupp MaK gebaut. Dieses war 1980 bezugsfertig.
1990 wurde der Bau von Panzern an die Rheinmetall-Landsysteme abgegeben. Die ehemalige Systemtechnik gehört inzwischen zur Rheinmetall. In Kiel blieb lediglich der Bau von Prototypen, der mit der Entwicklung und dem Firmensitz auf dem ehemaligen Hell-Gelände in Kiel-Suchsdorf eine neue Heimat fand.
1992 wurde die Herstellung von Lokomotiven mit anderen Unternehmen des Konzerns als Krupp Locomotives zusammengefasst, 1994 an Siemens verkauft und in Siemens Schienenfahrzeugtechnik (SFT) umbenannt. Diese wurde am 1. Oktober 1998 von Siemens an die Vossloh AG verkauft, in Vossloh Schienenfahrzeugtechnik (VSFT) umbenannt und firmierte seit 23. April 2004 als Vossloh Locomotives GmbH. Die Vossloh-Lokomotiven aus Kiel trugen das Kürzel MaK in der Fahrzeug-Typenbezeichnung. 2017 erfolgte der vollständige Umzug vom Stammwerk Friedrichsort in einen Neubau auf dem ehemaligen Hell-Gelände in Kiel-Suchsdorf. Nach der Fokussierung von Vossloh auf den Bereich Schiene erfolgte 2019 ein weiterer Verkauf an die Chinesische CRRC, Ltd.
Die Sparte der Schiffsdieselmotoren, seit 1920 von MaK bzw. den Vorgängerunternehmen hergestellt, wurde 1997 von der Caterpillar Motoren GmbH & Co. KG, einer 100%igen Tochtergesellschaft von Caterpillar Inc., übernommen. Zwischen April 2007 und März 2013 wurden sieben Kreuzfahrtschiffe der Sphinx-Klasse mit jeweils vier Motoren des Typs MaK 9M43C in Dienst gestellt.
1983 entstand MaK DATA SYSTEM, das später verkauft wurde und heute als Consist Software Solutions GmbH firmiert. 2017 erwarb die Firma das Verwaltungsgebäude von Caterpillar und bezog es nach grundlegender Modernisierung im Dezember 2018. 
2006 wurde die Gießerei der Caterpillar-Motorenwerke und ehemalige MaK-Gießerei an die SHW Casting Technologies, eine Gießereigruppe, veräußert und anschließend unter dem Namen Gießerei Kiel GmbH (GK) geführt. Nachdem die SHW-CT-Gruppe zum Insolvenzfall geworden war, wurde der Kieler Betrieb im Sommer 2013 in wesentlichen Teilen in die Caterpillar Castings Kiel GmbH (CCK) überführt. CCK beschäftigte im Mai 2014 etwa 100 Mitarbeiter.

## Galerie

### Lokomotiven

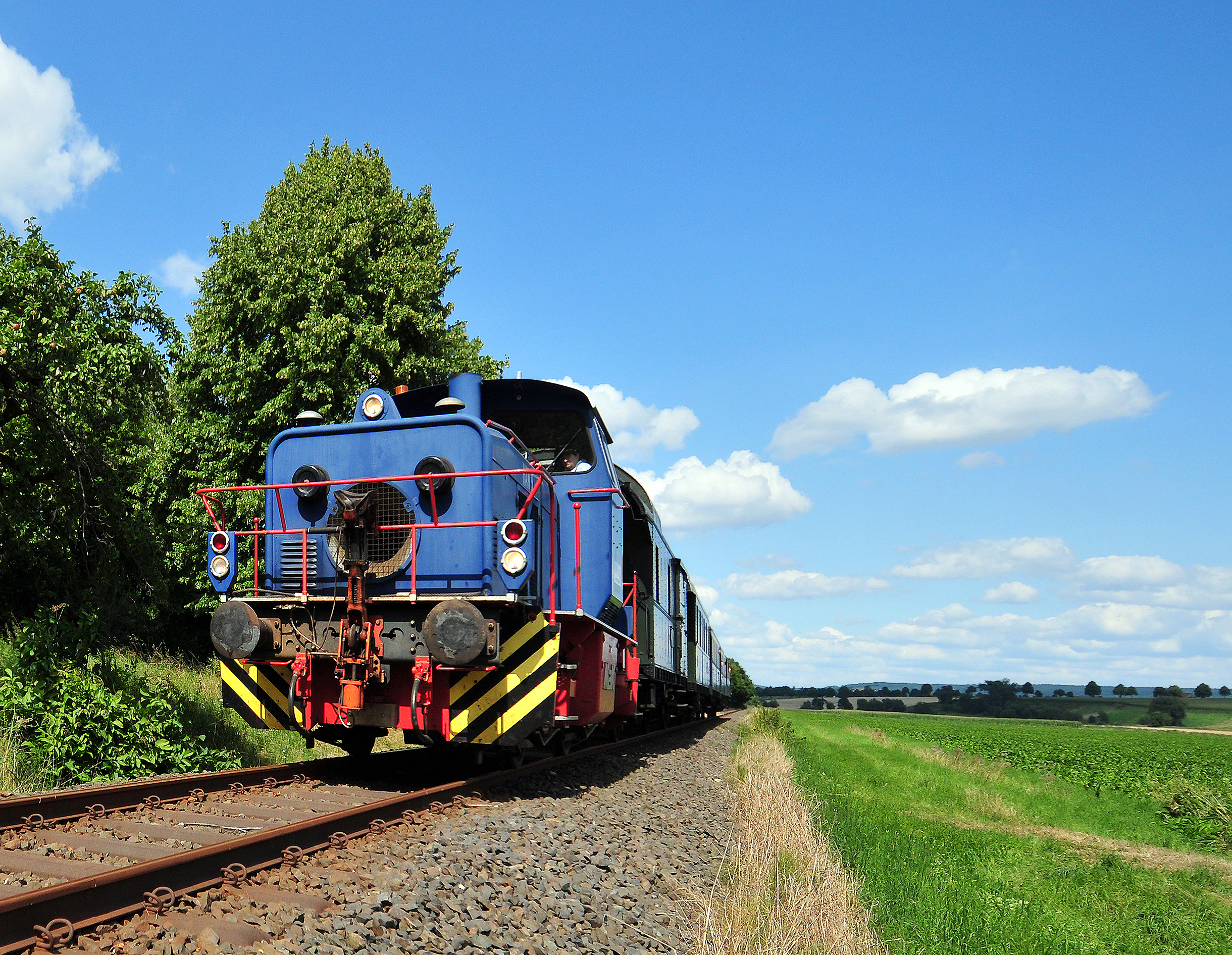
Diesellokomotive MaK G 320 B mit Museumszug
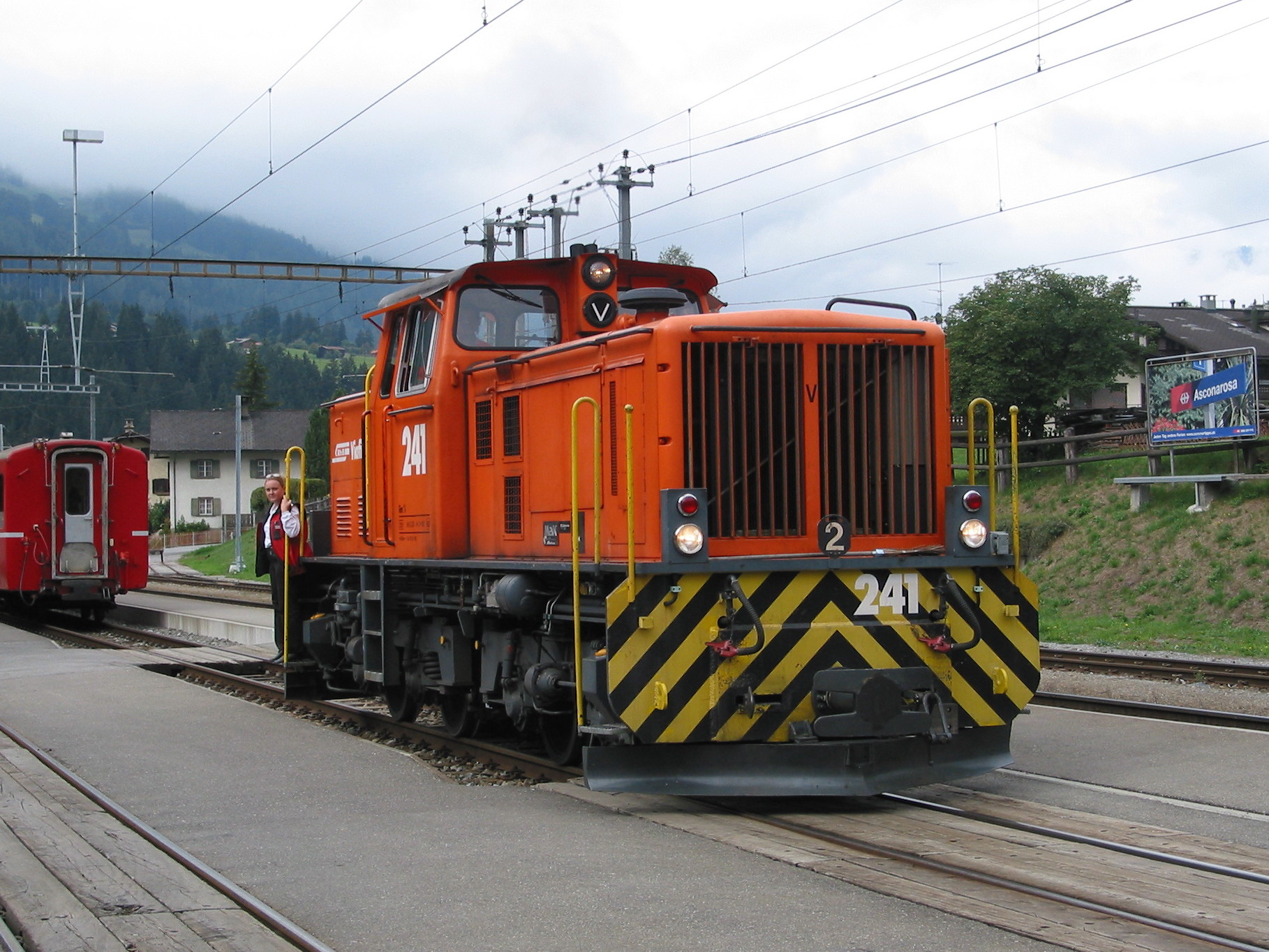
MaK 400 BB RhB 241 (Gm 4/4)
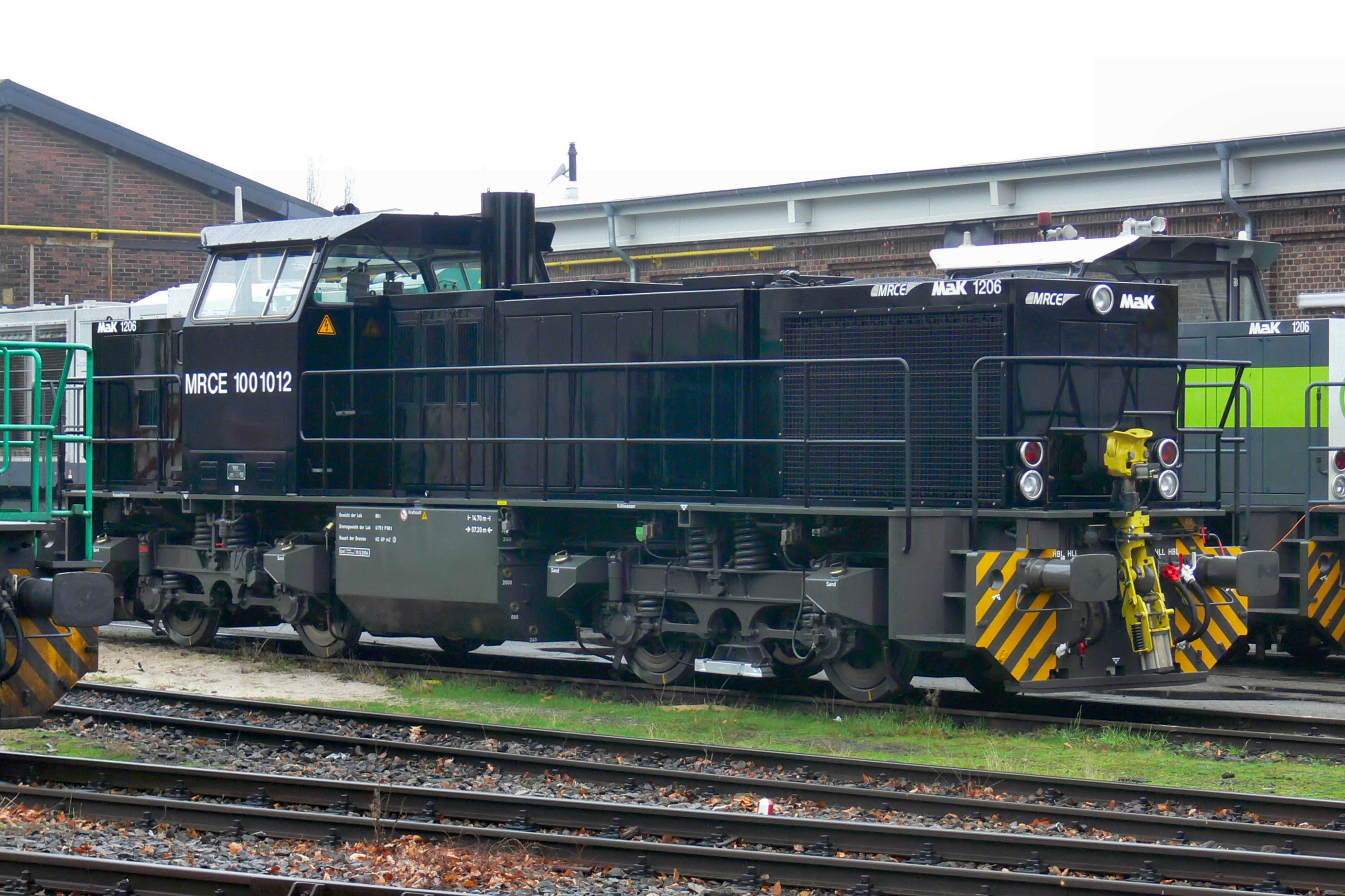
Diesellokomotive G 1206 in Moers
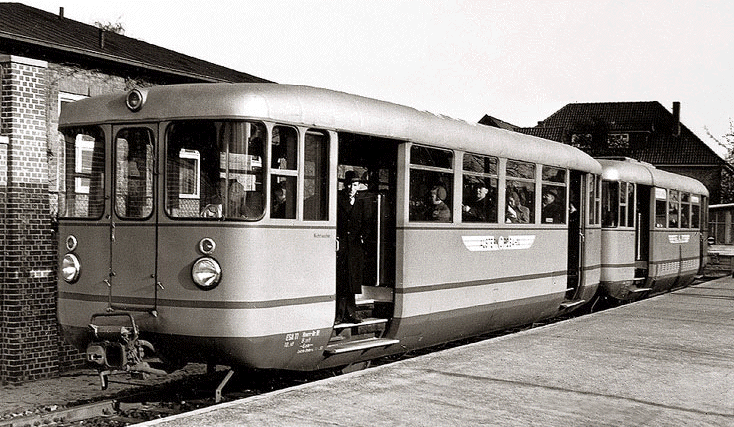
Akkumulatortriebwagen der Alsternordbahn
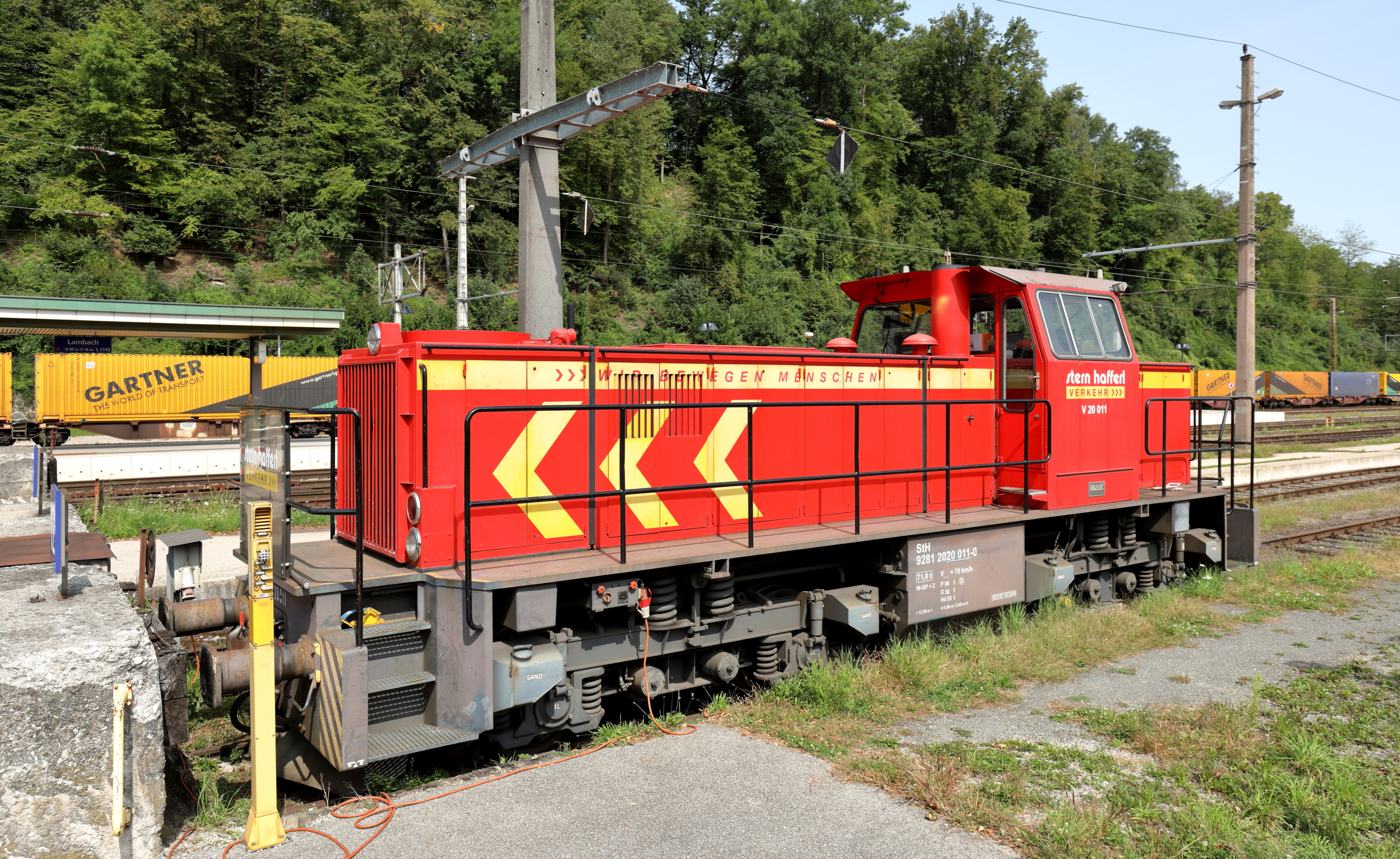
MaK G 1203 BB (Bj. 1982)

### Schiffbau

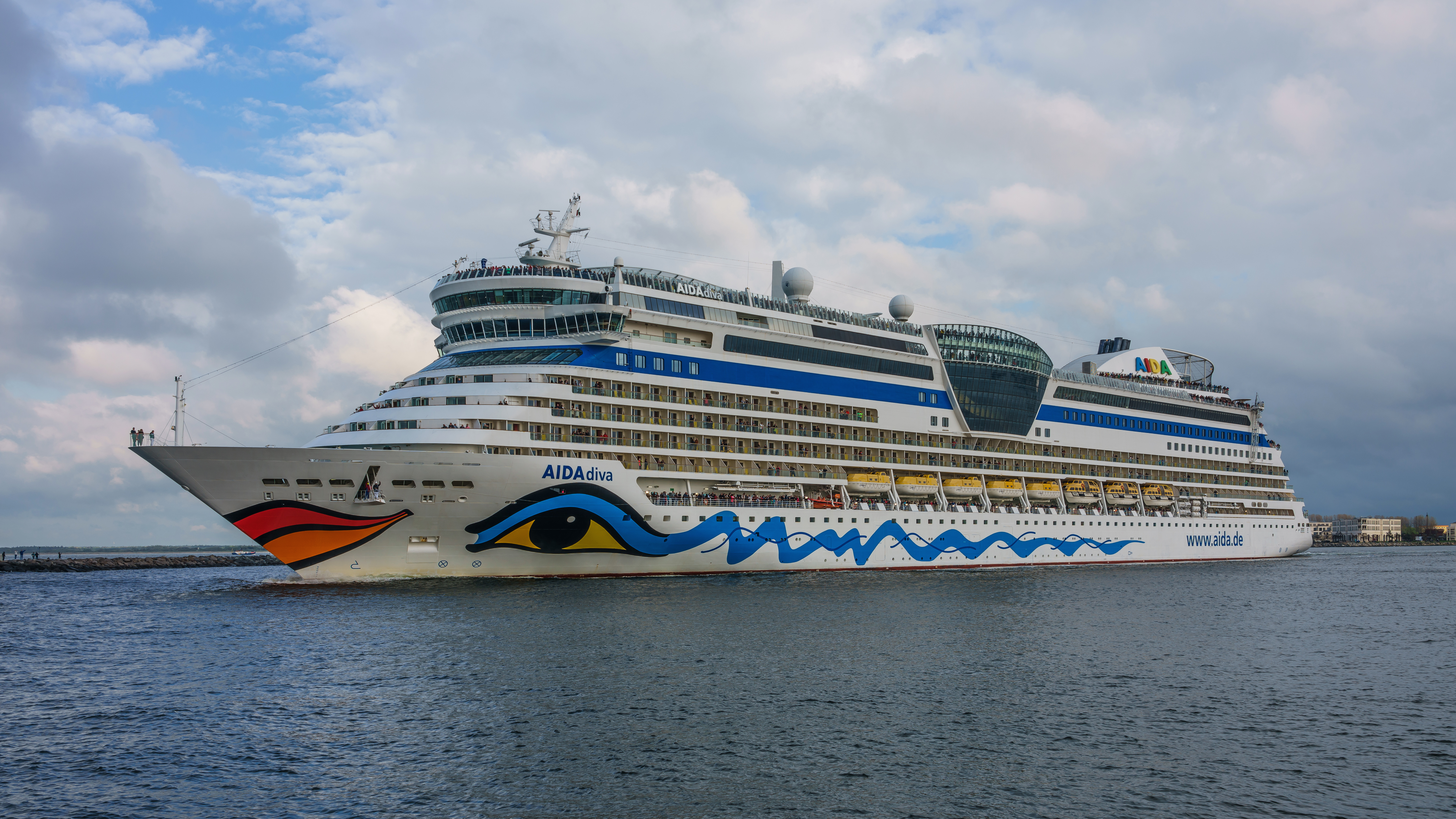
AIDAdiva, Typschiff der Sphinx-Klasse (vier MaK-M43C-Motoren)
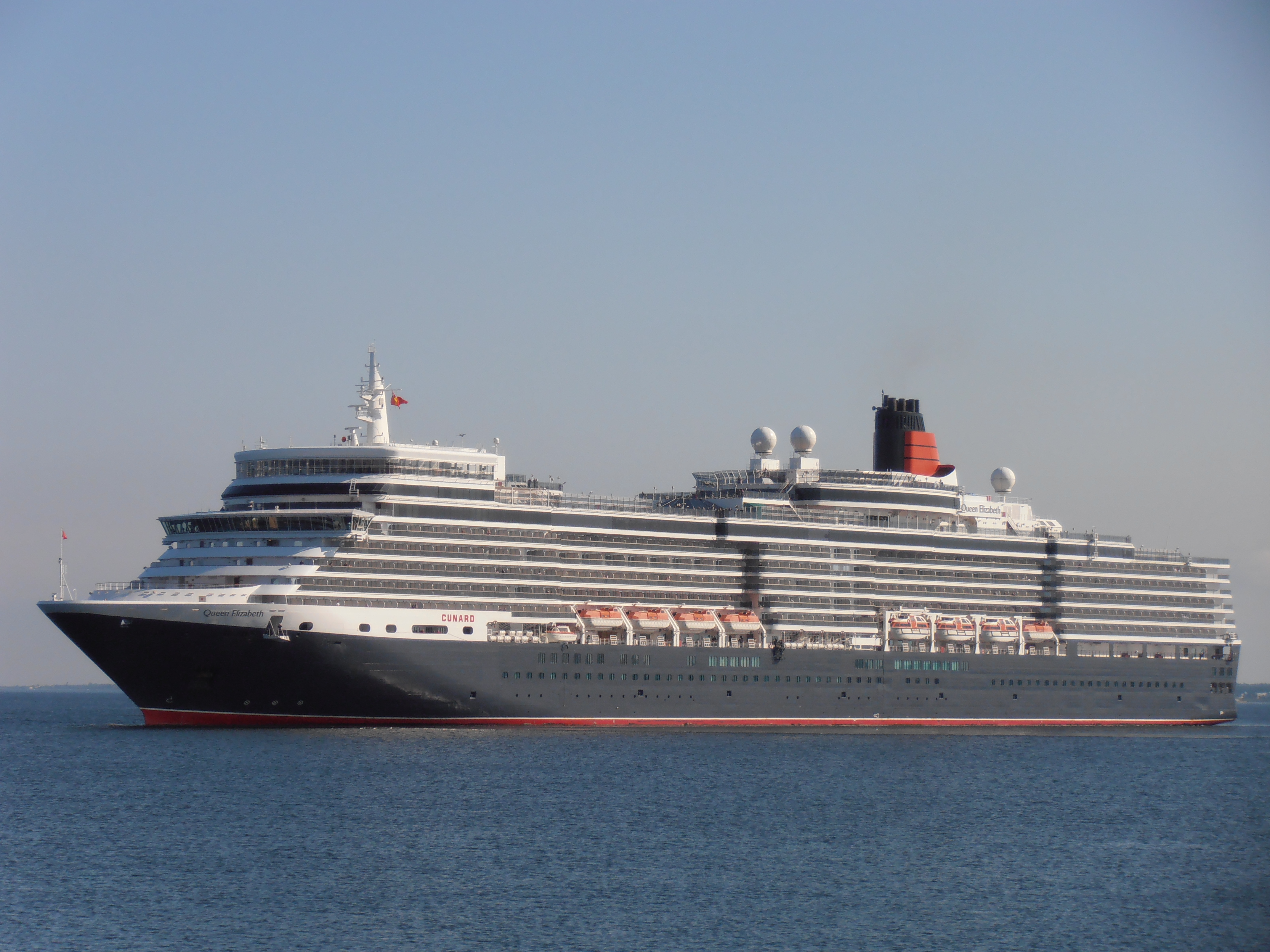
Queen Elizabeth (sechs MaK-M43C-Motoren)
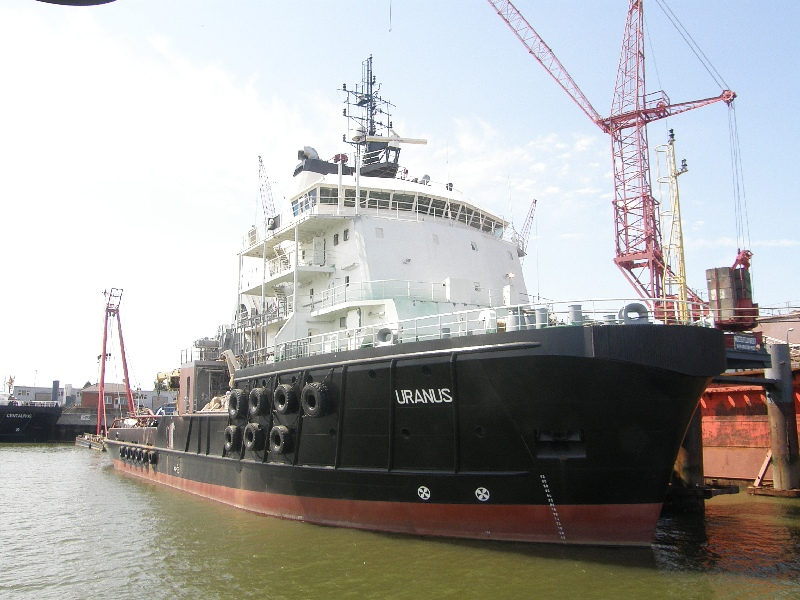
Bergungsschlepper Uranus (vier MaK-M32C-Motoren)